# Rhaphidophora cretosa
Rhaphidophora cretosa är en kallaväxtart som beskrevs av Peter Charles Boyce. Rhaphidophora cretosa ingår i släktet Rhaphidophora och familjen kallaväxter. Inga underarter finns listade.